# پائول اکولا
پائول اکولا (انگلیسی: Paul Accola؛ زادهٔ ۲۰ فوریهٔ ۱۹۶۷) ورزشکار اسکی آلپاین اهل سوئیس است.
وی در مسابقات کشوری و بین‌المللی در مجموع برندهٔ ۱ مدال نقره، ۳ مدال برنز شده‌است.